# Phragmatobia alaica
Phragmatobia alaica är en fjärilsart som beskrevs av Bang-haas 1927. Phragmatobia alaica ingår i släktet Phragmatobia och familjen björnspinnare. Inga underarter finns listade i Catalogue of Life.